# Gaius Vettius Cossinius Rufinus
Gaius Vettius Cossinius Rufinus war ein spätantiker römischer Politiker am Anfang des 4. Jahrhunderts.
Rufinus’ Karriere ist durch eine Ehreninschrift aus Atina in Latium dokumentiert. Er trug den senatorischen Ehrentitel eines vir clarissimus. Wohl im Jahr 306 wurde er per Los Prokonsul von Achaea. Er konnte das Amt jedoch nicht antreten, da Maxentius keine Kontrolle über Achaea hatte. Rufinus war unter Maxentius Verwalter (Corrector) der Regionen Kampanien, Tuscien, Umbrien, Venetien und Istrien. Zudem war er als Kurator verantwortlich für die Instandhaltung des Tiberflussbetts und der Abwasserkanäle Roms sowie der Via Flaminia.
Trotz seiner Loyalität zu Maxentius ehrte Konstantin ihn nach dessen Niederlage 312, um den römischen Senat zu gewinnen, und ernannte ihn zum Comes Augustorum nostrorum („Gefährte unserer Kaiser“, gemeint sind Konstantin und Licinius). Schließlich war Rufinus von 315 bis 316 Stadtpräfekt von Rom und 316 Konsul.
Rufinus war zudem Priester des Sonnengottes Sol, Augur und Mitglied der Salier.